# 노노세 아이
노노세 아이(일본어: 乃々瀬 あい, 2003년 1월 10일~)는 일본의 AV 여배우이다.